# رودچستر میترائوم
رودچستر میترائوم (انگلیسی: Rudchester Mithraeum) یک معبد رومی برای خدای اساطیر روم میترائیسم در رودچستر، ویندوبالا و قلعه کمکی آکسیلیا روبروی دیوار هادریان،  مرز شمالی بریتانیا (استان روم) بود. معبد (معروف به میترائوم (مهرابه) در ۱۳۷ متری غرب اردوگاه کاستروم قرار داشت. در حال حاضر برای بازدیدکنندگان سایت قابل مشاهده نیست.